# 충신 오대붕 정려
충신 오대붕 정려(忠臣 吳大鵬 旌閭)는 대한민국 충청남도 공주시 신기동에 있다. 1997년 6월 5일 공주시의 향토문화유적 제25호로 지정되었다.

## 참고 문헌
- 충신 오대붕 정려 - 공주 문화관광